# Wolfgang Ebner (músic)
Wolfgang Ebner   (Augsburg, 1612 - Viena, 12 de febrer de 1665) va ser un organista, director i compositor alemany.
Des del 1634 va ser organista a la catedral de Sant Esteve de Viena i des del 1637 també va tocar aquest instrument a la Wiener Hofmusikkapelle, l'orquestra de la cort de Viena. Allà va rebre el càrrec de mestre de capella el 1663. El seu germà bessó Markus (1612–1681) també va treballar a Viena i va ser organista de l'orquestra de la cort des del 1655 fins al 1680.
Wolfgang Ebner va crear, entre altres coses, variacions per a clavicèmbal (Aria augustissimi ac invictissimi Imperatoris Ferdinandi III: XXXVI modis variata, ac pro cimbalo accomodata, Praga, 1648), així com danses, música de ballet i un motet.
Juntament amb Johann Jakob Froberger, Ebner és considerat el fundador de l'escola de pianistes de Viena.